# Eaca Colour Genie
Eaca COLOUR GENIE (COLOUR GENIE / EG-2000) је био кућни рачунар фирме Eaca који је почео да се производи у Хонгконгу од 1982. године.
Користио је Zilog Z80 као микропроцесор. RAM меморија рачунара је имала капацитет од 16 KB, 32 KB са меморијским проширењем.

## Детаљни подаци
Детаљнији подаци о рачунару COLOUR GENIE су дати у табели испод.
|                       |                                                         |
| [ 1 ]                 |                                                         |
| Произвођач            |                                                         |
| Тип                   | кућни рачунар                                           |
| Меморија              | 16 KB, 32 са меморијским проширењем                     |
| Поријекло             | Хонгконг                                                |
| Година                | 1982                                                    |
| Тастатура             | стил писаће машине, 63 тастера, са 4 функцијска тастера |
| Процесор              |                                                         |
| Фреквенција процесора | 2,2                                                     |
| RAM                   | 16 KB, 32 са меморијским проширењем                     |
| ROM                   | 16                                                      |
| Текст                 | 40 стубова x 25 линија                                  |
| Графика               | 160 x 102 тачака                                        |
| Боја                  | 8 (текстуални приказ), 4 (графика)                      |
| Звук                  | 3 канала (AY-8910)                                      |
| Димензије             | 43,5 (ширина) x 28 (дубина) x 8 (висина) /              |
| Портови               |                                                         |
| Оперативни систем     | [[]]                                                    |